# Reteitalia
Reteitalia (également Rete Italia) SpA était une société de production et de distribution de films appartenant au groupe Fininvest.
Reteitalia est née le 30 janvier 1979, pour acheter des programmes télévisés à diffuser sur les réseaux naissants de la Fininvest.
Au cours des années 80, elle est devenue une maison de production et de distribution cinématographique importante et très active, produisant plus de 200 films, téléfilms, séries télévisées et dessins animés. Certaines de ces productions ont été distribuées uniquement pour le marché de la vidéo.
En outre, la société contrôlait directement l'AC Milan, Medusa Film et le théâtre Manzoni de Milan. Depuis sa fondation, elle est présidée par Carlo Bernasconi qui, en 1995, est devenu président de Medusa Film.
Reteitalia est devenue, pendant les années les plus prospères, la branche de production de la société Silvio Berlusconi Communications , qui a réussi à conclure d'importants accords cinématographiques avec des majors américaines telles que Paramount, CBS et Metro-Goldwyn-Mayer.
En 1995, Reteitalia et ses dirigeants ont été au centre d'une enquête judiciaire concernant de potentielles irrégularités lors du rachat de 100 % de Medusa Film, qui a eu lieu en 1987. En 1997, l'enquête se termina par la condamnation en première instance de Berlusconi et Bernasconi,; en 2000 Berlusconi a été acquitté en appel.
Le 18 juin 2002, après 24 ans d'existence, la société a été démantelée, en vue de réduire le nombre de sociétés du groupe Fininvest. Ce qu'elle contrôlait était confié à d'autres sociétés du groupe, telles que Finedim et Tuttorights Srl.

## Productions (liste partielle)

### Film
- Bianca (film, 1983), réalisé par Nanni Moretti (1984)
- Ladies & Gentlemen, réalisé par Tonino Pulci (1984)
- Mezzo destro mezzo sinistro - 2 calciatori senza pallone, réalisé par Sergio Martino (1985)
- I pompieri, réalisé par Neri Parenti (1985)
- Le Maître de la camorra, réalisé par Giuseppe Tornatore (1986)
- Il commissario Lo Gatto, regia di Dino Risi (1986)
- Sposerò Simon Le Bon, réalisé par Carlo Cotti (1986)
- Via Montenapoleone, réalisé par Carlo Vanzina (1986)
- Rimini Rimini, réalisé par Sergio Corbucci (1987)
- Caramelle da uno sconosciuto, réalisé par Franco Ferrini (1987)
- Mak π 100 (1987)
- Soldati - 365 all'alba (1987)
- I miei primi 40 anni, réalisé par Carlo Vanzina (1987)
- Love Dream, réalisé par Charles Finch (1988)
- Angel Hill - L'ultima missione, réalisé par Ignazio Dolce (1988)
- Rimini Rimini - Un anno dopo (1988)
- La cintura, réalisé par Giuliana Gamba (1989)
- The King of New York réalisé par Abel Ferrara (1990)
- Il sole buio, réalisé par Damiano Damiani (1990)
- Caldo soffocante, réalisé par Giovanna Gagliardo (1991)
- Hornsby e Rodriguez - Sfida criminale, réalisé par Umberto Lenzi (1992)

### Séries télévisées
- Anastasia (1986)
- Ferragosto OK (1986)
- Big Man (1988)
- Les Indifférents (1988)
- College (1990)
- La Caverne de la rose d'or (1991)
- Lucky Luke, la série télévisée (1992)
- Extralarge (1993)

### Dessins-animés
- Les Aventures de Super Mario Bros. 3 (1990)
- Hammerman (1991)
- Super Mario World (1991)
- Wish Kid (1991)
- ProStars (1991)
- Super David (1992)
- Sonic le hérisson (1993)

## Note
1. ↑  « Mediaset » [archive du 13 giugno 2012] (consulté le 17 septembre 2010)
2. 1 2  « Chiude Reteitalia, i film Medusa e il Milan passano a Fininvest »
3. ↑  « Fininvest con MGM nozze a Montecarlo »
4. ↑  « ' PROCESSATE BERLUSCONI PER L'AFFARE MEDUSA' »
5. ↑  « Berlusconi condannato: un anno e 4 mesi »
6. ↑  « Affare Medusa, condanna per Berlusconi »
7. ↑  « Affare Medusa, assolto il Cavaliere In appello ribaltata la sentenza: poteva non sapere del falso in bilancio »